# PIKES EHC Oberthurgau 1965
Der PIKES EHC Oberthurgau 1965 ist ein Eishockeyverein aus der Stadt Romanshorn in der Schweiz.

## Geschichte
1965 wurde der Verein als EHC Uttwil gegründet, seine Heimspiele trug der Club vorwiegend in der KEB Uzwil aus. 2003 konnte man in die neue Heimat, dem Eissportzentrum Oberthurgau einziehen. Der Verein wurde daraufhin in PIKES EHC Oberthurgau 1965 umbenannt. Seit 2008 spielt die Erste Mannschaft in der 1. Liga.
Der PIKES EHC Oberthurgau betreibt eine starke Nachwuchsarbeit in der Region Oberthurgau.

## Spielstätte
Die Heimspiele des Vereins werden im Eissportzentrum Oberthurgau EZO ausgetragen, das heute (2014) bis zu 1.000 Zuschauern Platz bietet. Davon sind 280 Sitzplätze und 720 Stehplätze.

## Erfolge
- 2002 Aufstieg in die 3. Liga
- 2004 Aufstieg in die 2. Liga
- 2008 Meister der 2. Liga und Aufstieg in die 1. Liga
- 2011 Vizemeister der 1. Liga